# Entre nous deux
Pour plus de détails, voir Fiche technique et Distribution.
Entre nous deux est un film français réalisé par Nicolas Guillou et sorti en 2010.

## Fiche technique
- Titre : Entre nous deux
- Réalisation : Nicolas Guillou
- Scénario : Nicolas Guillou
- Photographie : Fabrice Richard
- Son : André Alperin et Bruno Lecœur
- Décors : Claude Bonniot
- Montage : Nicolas Guillou et Alexandra Robert
- Musique : Jean-Marc Illien
- Sociétés de production : Vent d'Ouest Production - Pijo Productions - Quaywaves Productions
- Pays d'origine :  France
- Format : Couleur
- Durée : 88 minutes
- Date de sortie : 
  - France : 12 mai 2010

## Distribution
- Alexandra Robert : Emma
- Nicolas Guillou : Thomas
- Monique Le Negaret : Chantal
- Yvan Mahé : Bernard
- Adeline Zarudiansky : Brigitte
- Frédérique Bel : Christine
- Laurent Chandemerle : Philippe
- Julien Bertheux : Jean-Christophe
- Denise Dodé : la gynécologue
- Solange Perrin : l'hôtesse de l'air
- Anne Dauge : la psychologue
- Josette Deslandes : la mère de Christine
- Robert Deslandes : le père de Christine
- François Prévot : le pharmacien
- Cloé Geoffroy : Juliette
- Bernard Granger : l'imprimeur